# Баре (Јајце)
Баре је насељено место у Босни и Херцеговини у општини Јајце. Административно припада Федерацији Босне и Херцеговине, односно њеном Средњобосанском кантону. Према попису становништва из 2013. у насељу је било 288 становника, а већинску популацију у насељу чинили су Хрвати.

## Становништво
По последњем службеном попису становништва из 2013. године у насељу Баре живело је 288 становника, а село је било етнички хомогено са већинском хрватском популацијом.
| Националност | 2013. | 1991.        | 1981.        | 1971. |
| Бошњаци      | —     | 0            | 1 (0,54%)    | —     |
| Хрвати       | —     | 223 (99,11%) | 184 (99,46%) | —     |
| Срби         | —     | 0            | 0            | —     |
| Југословени  | —     | 2 (0,88%)    | 0            | —     |
| остали       | —     | 0            | 0            | —     |
| Укупно       | 288   | 225          | 185          | —     |